# HMS Brunswick (1790)
Pour les autres navires du même nom, voir HMS Brunswick.
Le HMS Brunswick est un navire de ligne de 74 canons (3e rang) en service dans la Royal Navy.
Il a combattu notamment lors de la bataille du 13 prairial an II où il combat simultanément L'Achille et le Vengeur du Peuple.